# Espiche
Espiche, antigamente conhecida como Espixe, é uma aldeia na freguesia da freguesia da Luz, parte do concelho de Lagos, na região do Algarve, em Portugal.

## Descrição
Os equipamentos educativos, sociais e culturais incluem uma ludoteca, uma escola do ensino básico, um núcleo da Escola Internacional do Algarve Nobel e um lar da Santa Casa da Misericórdia. Em termos de desporto, a aldeia possui um estádio polidesportivo e uma associação, o clube ABC Os Espichenses.
Espiche tem acesso ao transporte público, contando com paragens de autocarros. A linha 4 do serviço da Onda, o serviço de transportes do concelho de Lagos, tem duas paragens em Espiche, uma a Norte e outra a Sul.
A aldeia possui um bairro social, o Bairro Liberdade.

## História
A zona onde se situa a aldeia de Espiche foi habitada durante a época romana, tendo sido encontrados indícios de uma barragem daquele período junto à estrada para Barão de São João, que foi destruída durante a construção da Estação de Tratamento das Águas Residuais. Também foram encontrados vestígios arqueológicos no ponto em que a Estrada Nacional 125 passa por Espiche.
A aldeia já existe pelo menos desde o século XVIII, tendo sido referida na Memória paroquial que foi elaborada após o Sismo de 1755: «ha nesta freguesia duas Ermidas muito antigas fora dos dois povos, huma com avocação da Senhora da Encarnação, quasi junta ao povo dito chamado de Espixe a outra em hum Cabeço de Serro Redondo defronte da Igreja Paroquial aparte do Sul e junto a huma praia, com a avocação de Santo Estevem ficaram estas demolidas pelo terremoto, não pertencem a Padroeiro algum, nem teem renda a mais que a devoção dos freguezes.».
Durante o período de grande expansão da indústria conserveira na cidade de Lagos, na primeira metade do século XX, muitas das operárias vinham de povoações afastadas, como a Praia da Luz e Espiche. Em Fevereiro de 1976, iniciaram-se as obras para a construção do Bairro Liberdade. Em 2000 foi inaugurado o Mercado de Espiche.
Na década de 2010, foi instalado um parque bio-saudável, destinado a estimular a prática de desporto, como parte de um programa da Câmara Municipal de Lagos para instalar vários equipamentos daquele tipo no concelho. Em 2018, a empresa Correios de Portugal, manifestou a intenção de encerrar o seu balcão na vila da Luz, decisão que foi criticada pelo Partido Comunista Português, por não respeitar «os interesses das populações da Luz, Espiche, Almádena, Montinhos, Bela Vista, Ferrel e parte de Burgau».
Em Novembro de 2019, a autarquia estava a planear a construção do Centro Escolar da Luz, no sentido de substituir as escolas de Espiche e da Luz, que iriam ser encerradas. Em Junho de 2020, a Câmara Municipal adjudicou um conjunto de obras para a pavimentação de várias ruas no concelho, incluindo na aldeia de Espiche.

## Património
- Capela de Nossa Senhora da Encarnação de Espiche

## Leitura recomendada
- MARTINS, José António de Jesus (2005). Estudo histórico monográfico: a freguesia da Luz: concelho de Lagos 2.ª ed. Vila da Luz: Junta de Freguesia de Vila da Luz. 168 páginas